# KISS OF LIFE (平井堅の曲)
「KISS OF LIFE」（キス オブ ライフ）は、2001年5月16日に発売された日本の歌手・平井堅の13枚目のシングル。

## 概要
- 先行シングルにもかかわらず、平井のシングル作品では初めて初動売上が10万枚を突破（初動売上10万枚超は本作のみ）し、累計売上も当時の自己最高を記録した。
- 売り上げ枚数は55万枚以上を記録した。

## 収録曲
全作詞：平井堅
1. KISS OF LIFE
  - 作曲：平井堅・中野雅仁 / 編曲：中野雅仁

フジテレビ系ドラマ『ラブ・レボリューション』主題歌
同年に発売された4thアルバム『gaining through losing』ではフェードアウトせず最後まで完奏されたアルバムバージョンで収録されている。2005年に発売された1stベストアルバム『Ken Hirai 10th Anniversary Complete Single Collection '95-'05 歌バカ』にて、初めてシングルバージョンでのアルバム収録となった。
  - 2011年に樹里からんがカバーした（同年11月16日発売のアルバム『TORCHII』に収録）。樹里バージョンは『3時のつボッ!』（テレビ愛知）のエンディングテーマとして使用された（2012年1月 - 3月。同番組最後のエンディングテーマである）。
2. CAT
  - 作曲・編曲：URU
3. Miracles (SILENT POETS remix)
  - 作曲：平井堅
4. KISS OF LIFE (less vocal)